# Minden (Nevada)
Pour les articles homonymes, voir Minden (homonymie).
La ville non incorporée de Minden est le siège du comté de Douglas, située dans l'État du Nevada, aux États-Unis. Minden avait au dernier recensement 2 836 habitants.

## Vol à voile
L'aérodrome, situé à environ 7 km au nord du centre de la bourgade, est un lieu très prisé des vélivoles car il est situé en à l'est d'une chaîne de montagnes qui sépare le lac Tahoe du désert du Nevada. Les vents d'ouest y sont très fréquents et souvent forts en altitude où ils peuvent atteindre 60 nœuds ou plus et donc sont à l'origine d'ondes orographiques très puissantes. Aux États-Unis, Minden est le lieu de prédilection pour effectuer le gain d'altitude des 5 000 mètres qui est une des trois épreuves pour obtenir l'insigne de diamant de la FAI.

## Scènes de film tournées à Minden
- 1948 : Chicken Every Sunday, de George Seaton